# Hemington (Somerset)
Pour les articles homonymes, voir Hemington.
Hemington est une paroisse civile et un village du Somerset, en Angleterre.